# Independence (迷你專輯)
《Independence》為一張迷你專輯，於2010年8月7日在粵語大碟《Surrealism》發行後推出，是香港搖滾樂隊Kolor發行的首張迷你專輯。而從這張EP推出之後，Kolor樂隊後來推出的作品全為迷你專輯，《Surrealism》這張專輯，也成為了Kolor發行的最後一張大碟。

## 專輯介紹
當中《尋因果》及《半首歌》於電台上播放率甚佳，第三主打《對錯》更邀請歌手盧巧音合作，得到一致好評。
除了第五首歌《對錯》和第六首歌《Free From You Command》是由蘇浩才擔任填詞以及作曲之外，其他四首作品全由梁栢堅進行填詞。

## 專輯語言
所有歌曲為粵語歌，除了《Free From You Command》為英文歌曲。

## 曲目
| 次序 | 歌名                  | 填詞           | 作曲   |
| ---- | --------------------- | -------------- | ------ |
| 1.   | 獨立曲                | 黃嘉琳、梁栢堅 | 羅灝斌 |
| 2.   | 尋因果                | 梁栢堅         | 蘇浩才 |
| 3.   | 逃                    | 梁栢堅         | 高耀豐 |
| 4.   | 半首歌                | 梁栢堅         | 蘇浩才 |
| 5.   | 對錯                  | 蘇浩才         | 蘇浩才 |
| 5.   | Free From You Command | 蘇浩才         | 蘇浩才 |